# باب العزيزية
باب العزيزية هي قاعِدة تقعُ في الضواحي الجنوبية لطرابلس عاصمة ليبيا. كانت بمثابة القاعدة الرئيسية للزعيم الليبي معمر القذافي حتى استولت عليها قوات الثوار الليبيين في 23 آب/أغسطس 2011 خلال معركة تحرير طرابلس. يبلغُ طول القاعِدة حوالي 6 كيلومتر مربع (2.3 ميل2)؛ وتُعتبر موقعًا استراتيجيًا في جنوب وسط مدينة طرابلس وخاصّةً في الطرف الشمالي من طريق المطار السريع مما يُتيح سهولة الوصول إلى المراكز الحكومية داخل المدينة وكذلك الوصول المباشر عبر الطُرق السَريعة إلى مطار طرابلس الدولي. بعدَ الحرب الأهلية الليبية؛ تعرّضت القاعدة أو المجمع لتهديمٍ جزئي لكنّها لا زالت صالِحة وإن كانت في حالة سيئة.

## البناء
كانَ المُجمعُ في الأساس قاعدة للجيش الإيطالي قبل وأثناء الحرب العالمية الثانية ثمّ احتلت القوات البريطانية الثكنات في عام 1948. أُعيد بناء المجمع من قبل الملك إدريس الحاكم السابق لليبيا ثمّ عزز القذافي القاعدة ووسّعها في الثمانينات بمساعدة مقاولين أجانب حيثُ أُحيطت بثلاثة جدران خرسانية مع توفر كل جدار على مكانٍ لتخزين الأسلحة. يُقدّر ارتفاعُ الجدران بأربعة أمتار فيما يبلغُ السمك حوالي متر واحد مع هياكل وبوابة معقدة. كانَ يتواجدُ داخل القاعدة حقول بها أشجار، أنهار مياه صغيرة، بالإضافة إلى سكن القذافي الخاص وعدد من الثكنات العسكرية التي تستخدمها القوات بقيادة أبناء القذافي. إلى جانبِ الممتلكات الخاصة للعقيد؛ كانت تضمّ القاعدة مسجدًا وملعبًا لكرة القدم وحمام سباحة ومركزًا للاتصالات وغيرها من الهياكل الإدارية المفصولة بجدران داخلية منخفضة ومُحاطَة بمنطقة أكثر أمنا مع حراس وأجهزة الكشف عن المعادن.
تم توصيل المباني بشبكات واسعة من الأنفاق تحت الأرض والتي تؤدي إلى المناطق المجاورة وربما تمتد إلى ساحل البحر الأبيض المتوسط الذي يبلغُ حوَالي 3.2 كيلومتر (2.0 ميل) بالإضافة إلى أماكن أخرى في مدينة طرابلس. جديرٌ بالذكرِ هنا أنّ القذافي كانَ يعيش في خيمة مكيّفة على الطراز البدوي على الأرض وكان يقيمها أحيانًا في المدن التي زارها. بحلول عام 2009؛ نصب معمّر مخيمه أو خيمتهُ في سنترال بارك وفي زيارته لروسيا نصبَ خيمتهُ مُجددًا في حديقة بالكرملين.
داخل الثكنات كانت هناك مرافق للحفلات والمناسبات العامة الأخرى مثل المسيرات المؤيدة للقذافي؛ وقد وصفتهَا تقارير المخابرات الأمريكية المنشورة عبر موقع ويكيليكس بأنها «ليست فخمة بأي شكل من الأشكال مقارنة بمرافق عائلات دول الخليج أو عشيرة الحريري في لبنان.»

## التاريخ

### قصفُ ليبيا 1986
كانَ الموقع هو الهدف الرئيسي لقصفِ الولايات المتحدة لليبيا في 15 نيسان/أبريل 1986 والذي أمرَ بهِ الرئيس الأمريكي رونالد ريغان ردًا على تفجير ملهى ليلي في برلين الغربيّة اتُهمت الحكومة الليبية بالوقوفِ ورائه.
خِلال الهجوم؛ حذّر رئيس الوزراء المالطي كارمينو ميفسود بونيتشي ورئيس الوزراء الإيطالي بتينو كراكسي السلطات في ليبيا من أنّ طائرة غير مرخصة كانت تُحلّق فوق الأجواء المالطية متجهة جنوبًا نحو طرابلس فهرعَ القذافي وعائلته من مقر إقامته قبلَ لحظات من سقوط عددٍ منَ القنابل التي أُطلقت من ثلاثة عشر طائرات تابعة لسلاح الجو الأمريكي. نجا القذافي من الإصابة؛ لكنه ادعى أن ابنته بالتبني هناء والبالغة من العمر 15 شهرًا قد قُتلت وأن اثنين من أبنائه قد أصيبوا خِلال القصف. بعدَ سيطرة الثوار على باب العزيزية في أغسطس 2011؛ عُثر على وثائق تثبت أن هناء لا تزال على قيد الحياة كما عُثر على جواز سفرها وعددٍ آخر من الوثائق الذي أكّد على أنّها أصبحت طبيبة وعملت في طرابلس.
لقد تسبّب القصفُ الأمريكي في إتلاف القاعدة فلم تُستخدم لفترة من الزمن ما دفعَ معمر لنقلِ حفلات الاستقبال الرسمية إلى مباني الثكنات العسكرية الرئيسية لفترة قبل أن تُسيطر عائلة القذافي على قسمٍ من المجمع وتؤهله لمَا يناسبها. وكنوعٍ من التحدي للقصفِ الأمريكي؛ أُقيمَ نصب تذكاري في المجمع يصور قبضة يساريّة وهي تُحطّم طائرة مقاتلة أمريكية كما استخدمَ القذافي هذا النصب كخلفية للخطابات التي ألقاها خلال الانتفاضة والحرب الأهلية في شباط/فبراير وآذار/مارس 2011.

### ثورة 2011

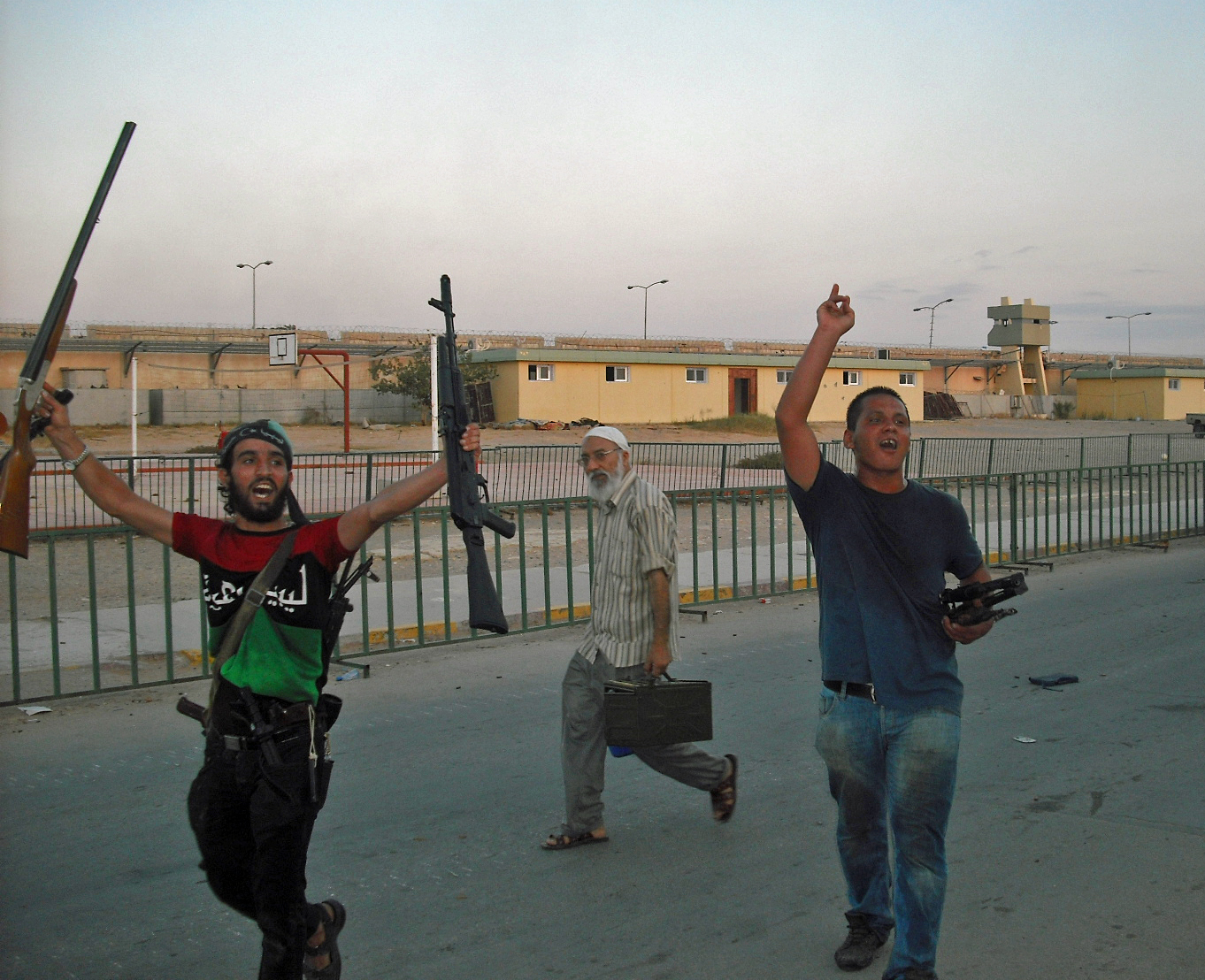
الثوار أثناء سيطرتهم على مقر القذافي في آب/أغسطس 2011.

أصبح المجمع هدفًا مرة أخرى عندما اندلعت الحرب الأهلية الليبية في عام 2011. في آذار/مارس من ذلك العام؛ أعلنَ حلف شمال الأطلسي (الناتو) تدخلًا عسكريًا «محدودًا» في الصراع فقامَ بقصفِ الوحدات العسكرية الموالية للقذافي وكذَا مراكز القيادة والسيطرة. في تلكَ الفترة؛ حدّدَ الناتو باب العزيزية كموقع مهم فقامَ بقصفهِ مرارًا وتكرارًا طوال مُدّة الحرب.
في أغسطس/آب أي في ذروة معركة طرابلس؛ أصبحَ باب العزيزية أحد آخر معاقل القوات الموالية في العاصمة إلى جانب فندق ريكسوس النصر. ومع ذلك وبالتحديدِ في 23 أغسطس؛ استسلم حراس المجمع ما مكّن الثوار من السيطرة عليه. قام المقاتُلون حينَها بتخريب تمثال للقذافي بالإضافة إلى التمثال الأيقوني لقبضة سحق المُقاتلة أمريكية والتي كان القذافي قد أمر بتصميمها عقبَ قصفِ المجمّع عام 1986 فيما صورت قناة سكاي نيوز أحد الثوار وهو يرتدي العديد من الملابس التي أخذها من غرفة نوم القذافي. على الرغم من التقارير السابقة والتي كانت تُفيد بأن القذافي وعائلته قد يكونون داخل المجمع؛ إلا أن الثوار لم يعثرول على أحدٍ غير الحراس ثم علموا فيما بعد أنّ العقيد قد فرّ رُفقةَ عددٍ من أفراد أسرته إلى سرت.
فُتح المجمع للجمهور في وقتٍ لاحقٍ لكنّ حالتهُ ساءت بشكل تدريجي بعدما خُرّب عدة مرات من قِبل المتظاهرين المناهضين للقذافي باعتبارهِ رمزًا من رموز هذا الأخير. أصبحَ المجمع نقطة جذب سياحية وبحلول 17 أكتوبر من نفسِ العام بدأت الجرافات بهدم الجدران الخارجية لكنها توقفت عن تسوية المجمع بالكامل. اعتبارًا من شباط/فبراير 2012؛ حُطّمت عددٌ من مباني المجمع كما تعرّض للتلف الشديد؛ فيمَا أفادت قناة العربية أن العديد من العائلات أقامت منازل مؤقتة في المجمع السابق بسبب ارتفاع تكاليف المعيشة في أماكن أخرى. رغم أنه لم يصدر أيّ قرار رسمي بخصوصه؛ إلا أن هناك مقترحات للحكومة الجديدة تقضي باستكمالِ هدم المجمع وبناء حديقة على أرضه.